# 李村公园站
李村公园站，位于中华人民共和国山东省青岛市李沧区夏庄路地下，是青岛地铁2号线的地铁车站，是其目前的终点站，是信号系统含有联锁目标控制器的设备集中站。

## 车站構造
地铁2号线经过此站，以南北方向，沿夏庄路伸展。站台起点里程K49+044.26、终点里程K49+176.29。设有2条存车线、2条折返线。
车站为地下二层岛式站台车站。主体结构覆土厚度10.8m，主体外包尺寸总长259.6 m；标准段总高18.3m，标准段总宽22.1 m。站厅层长106 m、宽18.5 m、面积1 960 m²。站台层有效长120 m、宽13.5m、面积1 620 m²。
车站主体采用暗挖法施工，设2个出入口、2组风亭、1个消防出入口，分别位于夏庄路两侧。

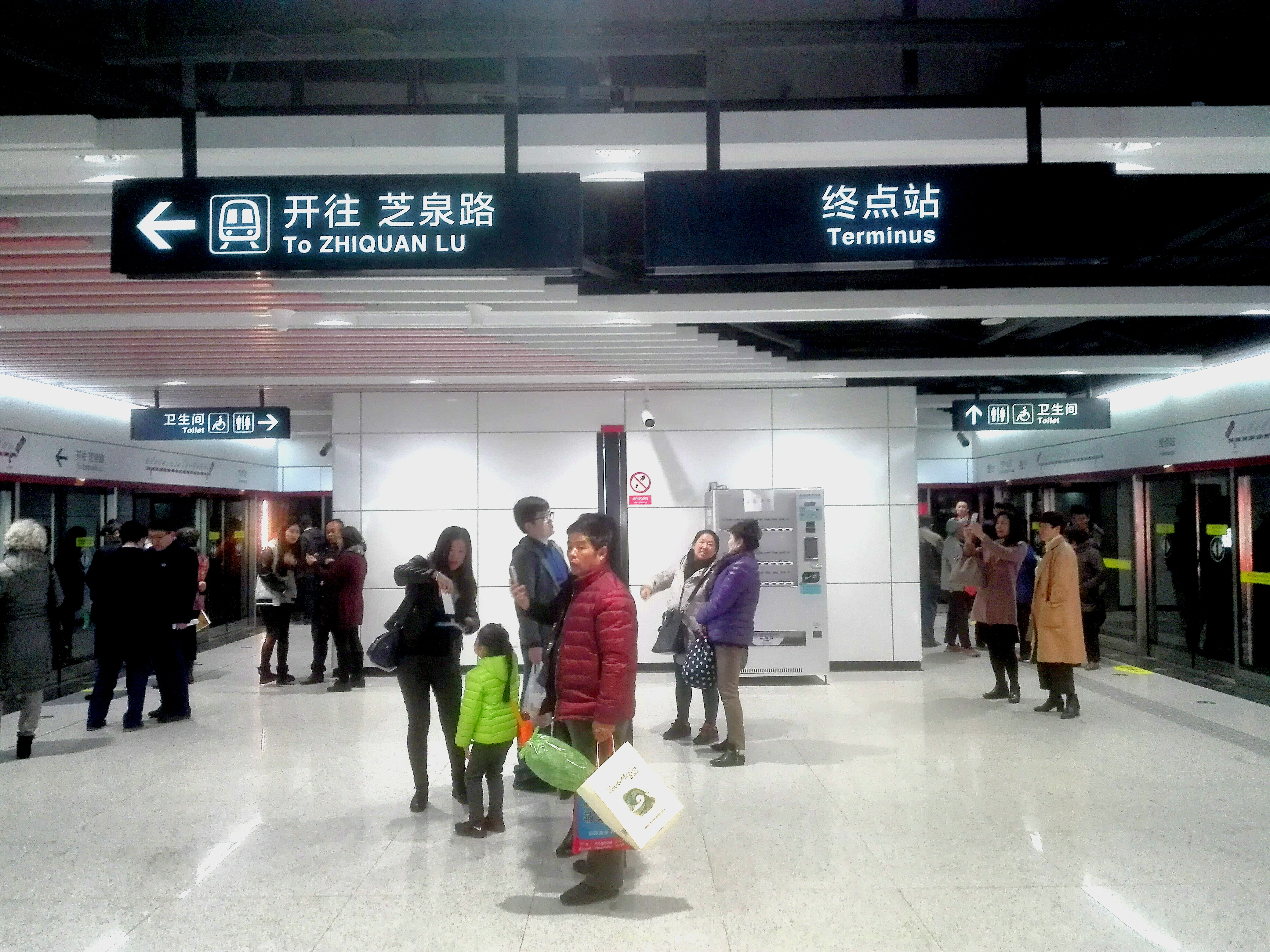
站台层

| G                 | 地面 | 出入口                                                                                            |
| B1                | 站厅 | 服务中心、自动售票                                                                                |
| B2                | 站台 | \| \| \| 2号线往四川路（轮渡）（李村） \| \| 島式 · 開左邊车门 \| \| \| \| \| \| 2号线下客站台 \| |
|                   |      | 2号线往四川路（轮渡）（李村）                                                                     |
| 島式 · 開左邊车门 |      |                                                                                                   |
|                   |      | 2号线下客站台                                                                                     |

## 出入口
- ：夏庄路西侧，北园路北侧
- ：夏庄路东侧，中崂路南侧
  - 图例： 设有

## 沿革
- 2012年11月2日，青岛地铁2号线一期工程正式奠基，地铁车站土建开始。
- 2017年12月10日，随2号线通车试运营后开放[參⁠ 1]。

## 车站周边
车站周围有李村公园和利客来购物广场，周边新建小区众多，如果园路小区、中央公园、惜福家园、北园小区、东山小区、青云阁小区等。

## 换乘
李村公园站除自身轨道交通性质外，还可实现与市内公交车和出租车的近距离换乘：
- 分布于周边的公交车站，包括以下路线的停靠点：9、10、102、109、111、123、130、207、213、216、230、303、306、318、326、327、361、363、365、368、371、372、385、388、407、408、605、606路等。